# Sloan MacKenzie
Pour les articles homonymes, voir MacKenzie.
Sloan MacKenzie, née le 16 mai 2002 à Halifax, est une canoéiste canadienne.

## Carrière
Elle étudie la nutrition et la diététique appliquée aux humains à l'Université Mount Saint Vincent.
Pour ses débuts internationaux aux Championnats du monde de course en ligne de canoë-kayak de 2022, elle remporte la médaille d'or en C4 500 m.
En 2023, Katie Vincent et elle remportent la médaille d'or aux Jeux panaméricains. La même année, la paire remporte la médaille de bronze en C2 500 m lors des Championnats du monde de course en ligne de canoë-kayak. Cette médaille leur offre un billet pour les Jeux de 2024.
Lors des Jeux olympiques d'été de 2024, Vincent et elle battent le record olympique en C2 500 m en 1 min 54 s 16 lors du tour préliminaire. Quelques jours plus tard, elles remportent la médaille de bronze en C2 500 m derrière le Chinoises et les Ukrainiennes.